# Bob Kehoe
Bob Kehoe (St. Louis, Missouri, 1928 – 2017. szeptember 4.) válogatott amerikai labdarúgó, hátvéd, edző.

## Pályafutása
1965-ben négy alkalommal szerepelt az amerikai válogatottban.
1969-70-ben a St. Louis Stars vezetőedzője volt. 1971-72-ben az amerikai válogatott szövetségi kapitányaként tevékenykedett.